# Dvorianky
Dvorianky es un municipio del distrito de Trebišov en la región de Košice, Eslovaquia, con una población estimada a final del año 2024 de 672 habitantes.
Se encuentra ubicado al este de la región, en la cuenca hidrográfica del río Ondava (afluente del río Bodrog que, a su vez, lo es del Tisza), y cerca de la frontera con la región de Prešov y Hungría.

## Demografía
| Año        | 1994 | 2004    | 2014    | 2024    |
| ---------- | ---- | ------- | ------- | ------- |
| Población  | 633  | 614     | 611     | 672     |
| Diferencia |      | −3,00 % | −0,48 % | +9,98 % |

| Año        | 2023 | 2024    |
| ---------- | ---- | ------- |
| Población  | 664  | 672     |
| Diferencia |      | +1,20 % |